# 杨殿奎
杨殿奎（1917年—1991年），男，河南清丰人，中华人民共和国政治人物，曾任中华人民共和国第一机械工业部副部长。